# Josef Wilhelm (Theologe)

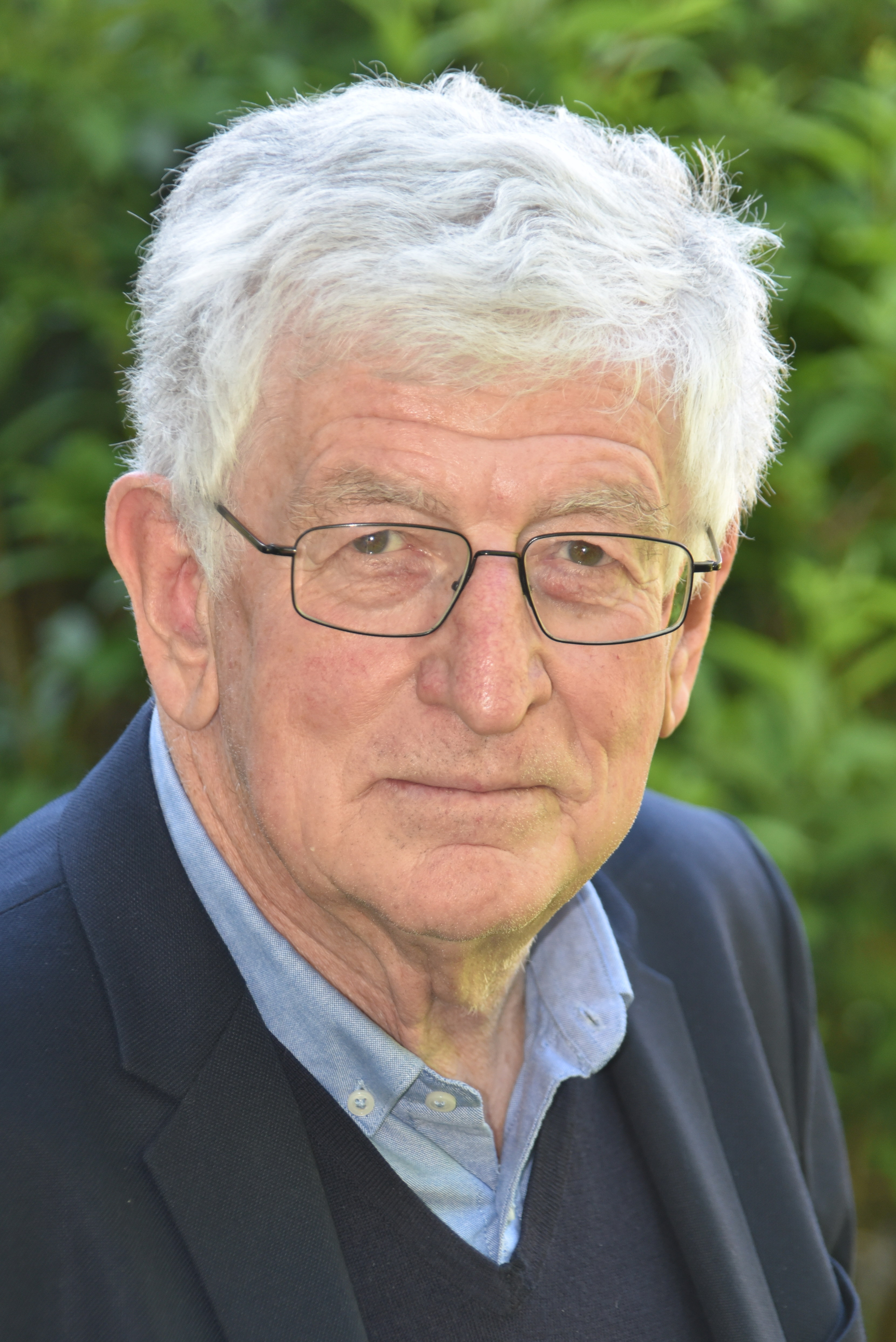
Josef Wilhelm, 2020

Josef Wilhelm (* 27. Juni 1947 in Innsbruck) ist ein österreichischer römisch-katholischer Theologe und ehemaliger Direktor des Akademischen Gymnasiums Graz.

## Werdegang
Josef Wilhelm wuchs als Bauernsohn mit seinen drei Geschwistern Siegfried (1949–1987), Gertraud (* 1950) und Anna  (* 1953) in seiner Heimatgemeinde Obsteig in Tirol auf. Er besuchte als Schüler das Bundesgymnasium Carnerigasse in Graz. Während dieser Zeit wohnte er im Internat der Salvatorianer. Nach der Ablegung der Reifeprüfung begann er an der Universität Graz mit dem Studium der katholischen Theologie, das er 1975 mit der Sponsion zum Magister der Theologie und 1977 mit der Promotion zum Doktor der Theologie abschloss. Seine Dissertation, verfasst 1976 am Institut für Kirchengeschichte der Universität Graz bei Karl Amon, widmete sich dem Thema  „Ein Seelsorgerleben der Barockzeit in Österreich – Pater Ignatius Querck SJ (1660–1743)“. 1977 legte er die Lehramtsprüfung für den katholischen Religionsunterricht ab.
Bereits zur Zeit seines Studiums engagierte sich Josef Wilhelm in der Katholischen Hochschulgemeinde Graz (KHG), er wurde 1970 Vorsitzender der Katholischen Hochschuljugend Graz (KHJ) und war von 1972 bis 1974 Studentenvertreter im Diözesanrat. Um sein Engagement intensiver einbringen und seine offizielle Funktion in der Katholischen Hochschuljugend Graz besser ausüben zu können, wohnte er von 1969 bis 1973 im Studentenhaus Münzgraben und von 1973 bis 1974 im Studentenhaus Leechgasse 24, beides Studentenwohnheime der KHG.
Josef Wilhelm ist seit 1976 mit seiner Frau Annelies verheiratet, das Ehepaar hat zwei erwachsene Kinder: Judith González, geb. Wilhelm (* 25. Juni 1978, lebt und arbeitet in Wien), und Klemens Wilhelm (* 3. April 1981, lebt und arbeitet in Vancouver, Kanada).

## Berufliche Tätigkeiten

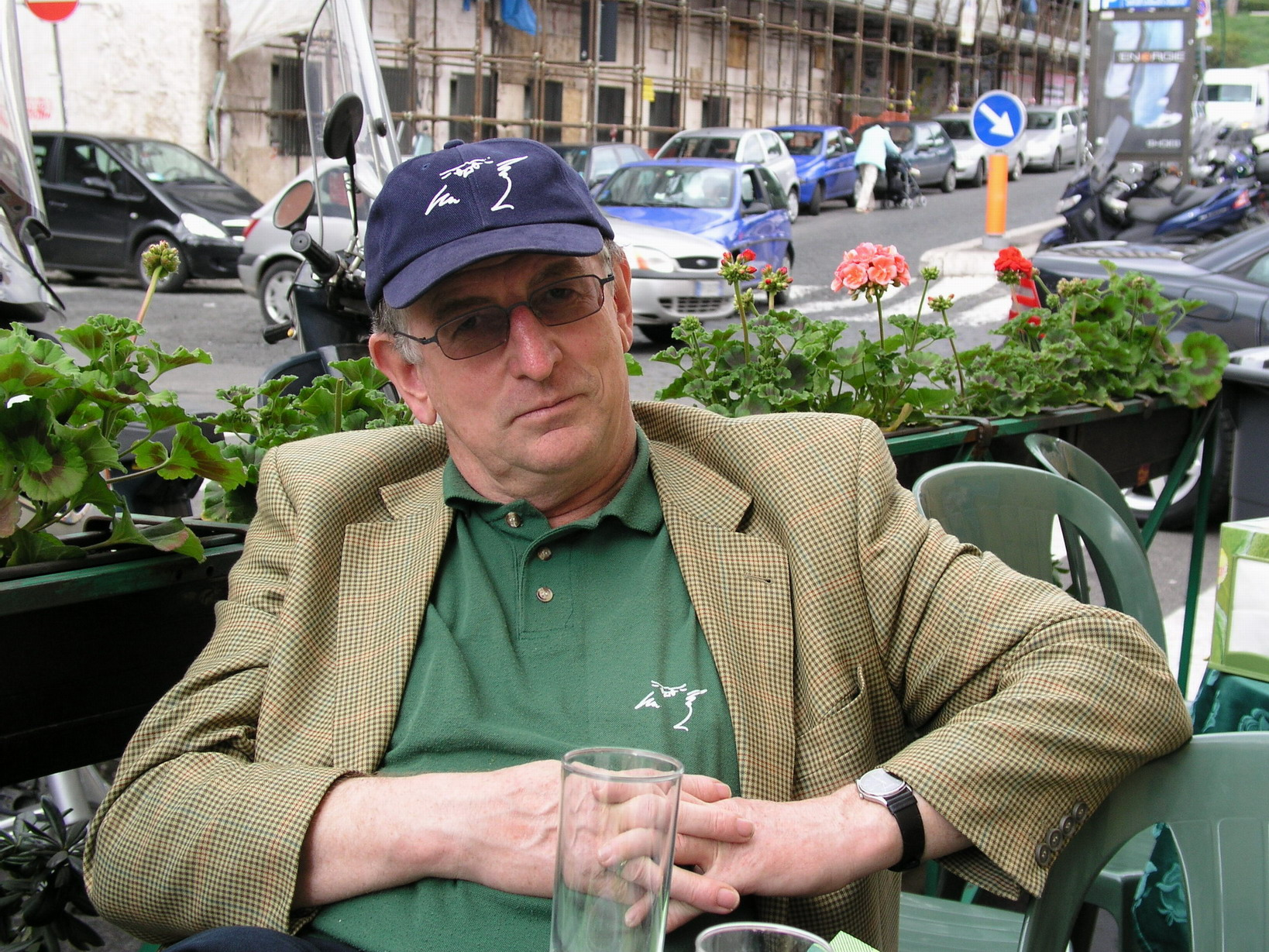
Josef Wilhelm während einer Studienreise und Pilgerfahrt mit Schülern, Rom, April 2003 (mit Schul-Logo „Die Eule“)

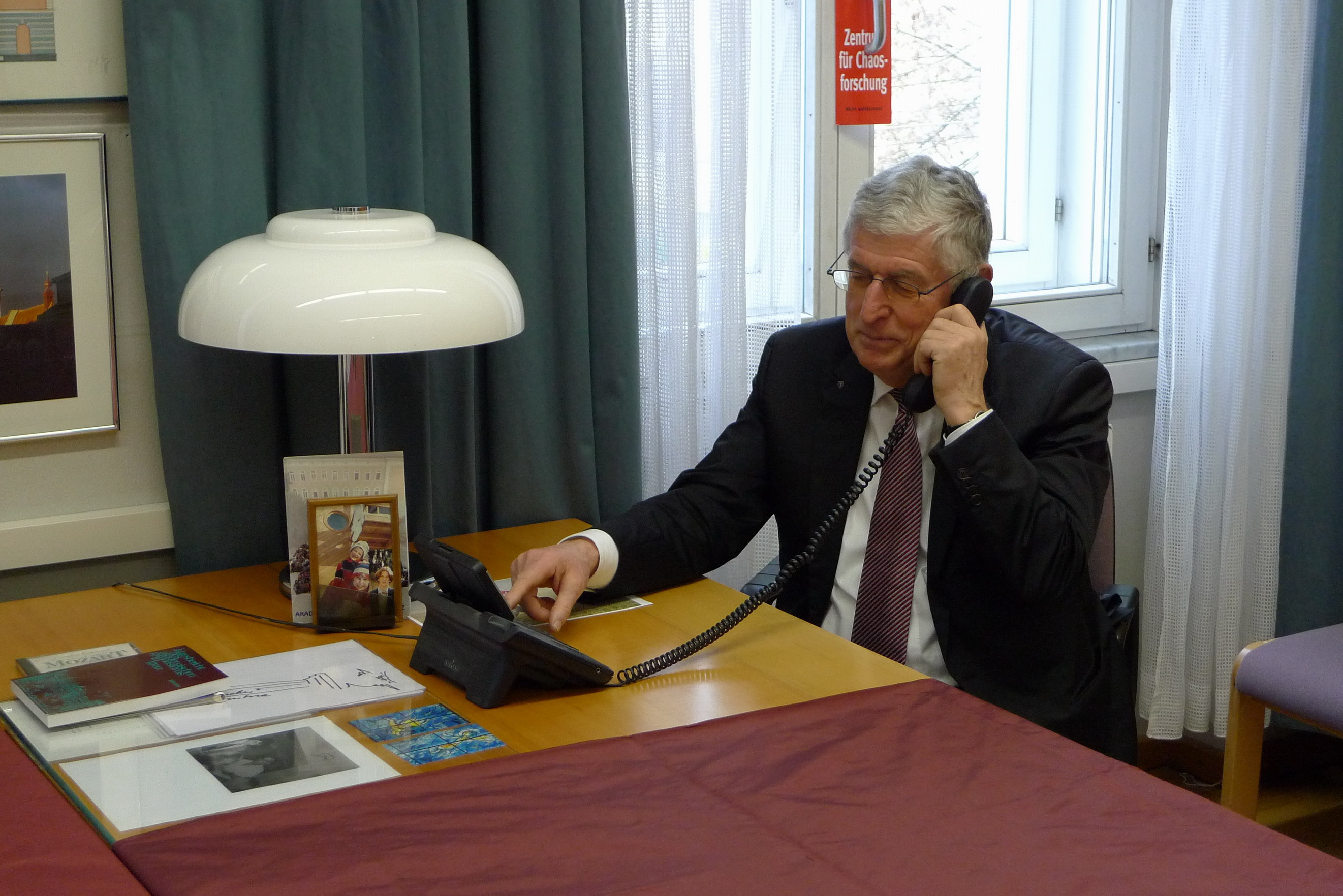
Josef Wilhelm an seinem letzten Arbeitstag als Direktor des Akademischen Gymnasiums Graz (30. November 2010)

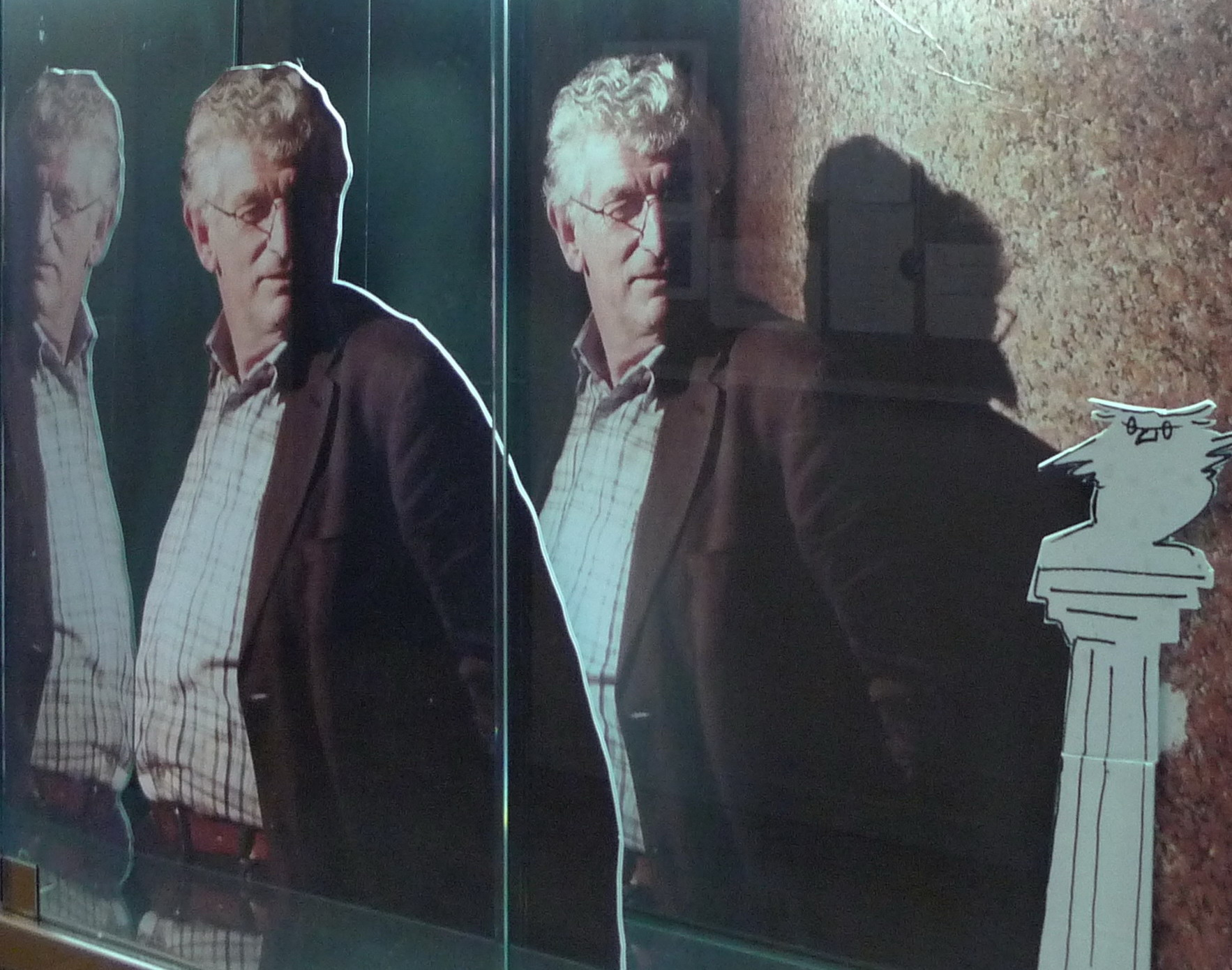
Josef Wilhelm zum Abschied mit Blick auf das Schul-Logo „Die Eule auf der Säule“ – Schaukasten im Akademischen Gymnasium Graz (30. November 2010)

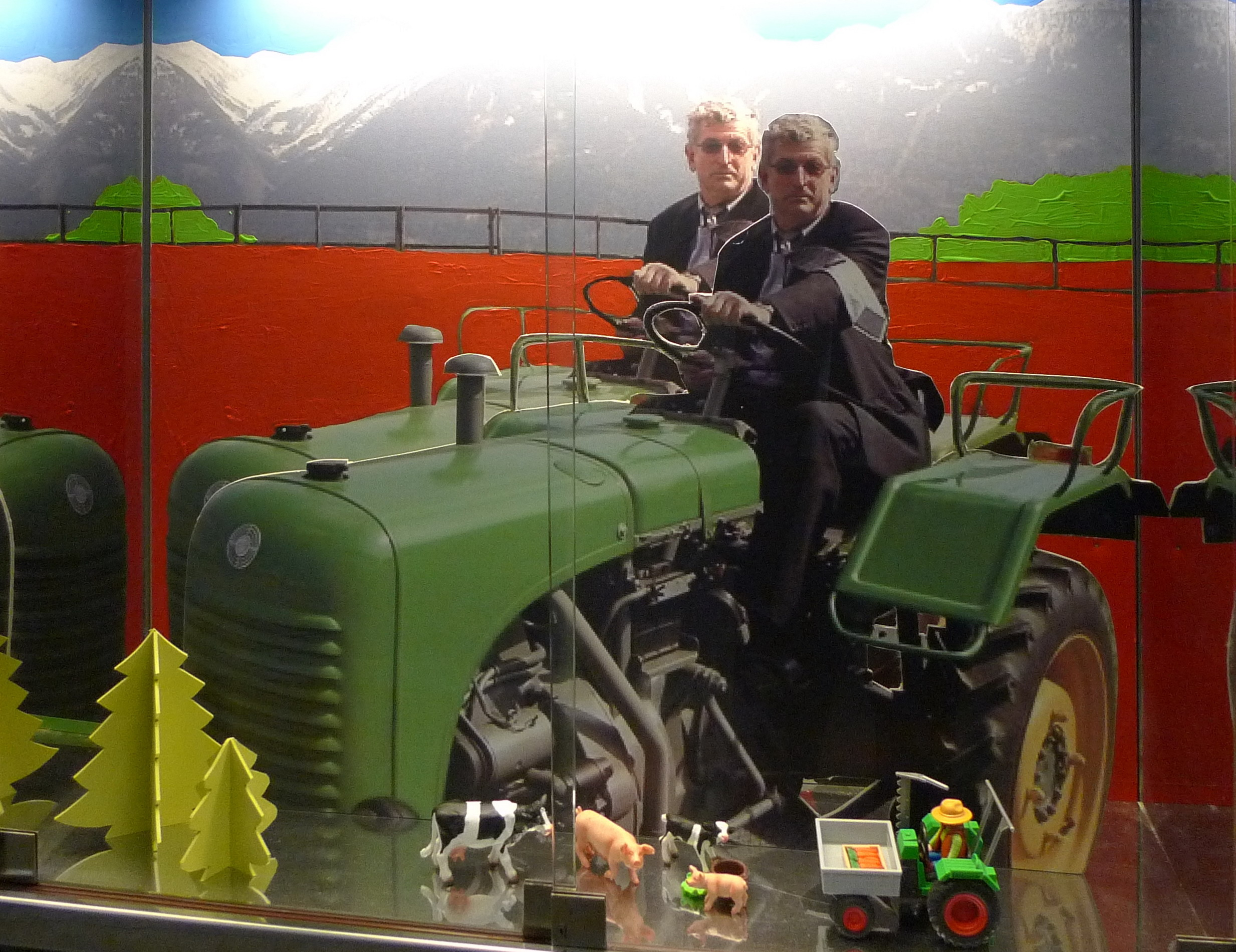
Josef Wilhelm zum Abschied – Schaukasten im Akademischen Gymnasium Graz (30. November 2010)

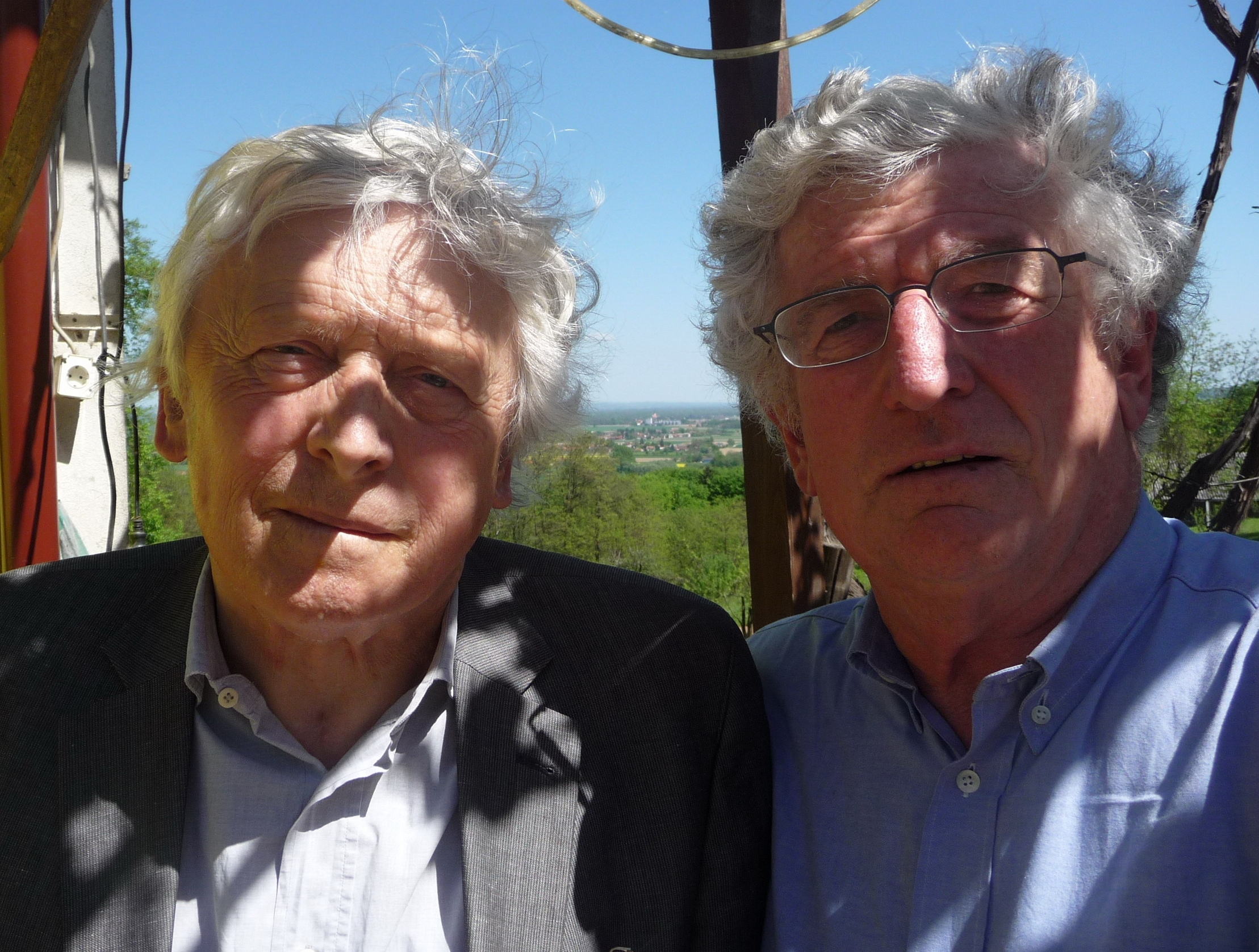
Josef Wilhelm mit seinem Freund Alfred Kolleritsch 2012

Kennzeichen seines Berufslebens war und ist eine gelungene Kombination aus haupt- und ehrenamtlichen Funktionen. Sein Einstieg in das Berufsleben erfolgte 1973 als Religionslehrer am Akademischen Gymnasium in Graz, 1976 bis 1979 und 1981/82 übte er diese Tätigkeit auch am Grazer Bundesgymnasium für Berufstätige (Abendschule) aus.
1979 wurde er von Bischof Johann Weber zum Generalsekretär des Steirischen Katholikentages 1981 bestellt. Dieser wurde zum großen Erfolg für ihn und brachte es mit sich, dass er von 1982 bis 1986 die Funktion des Generalsekretärs der Katholischen Aktion in der Steiermark einnahm. Dabei beschäftigte er sich inhaltlich vor allem mit gesellschaftlich relevanten Themen wie Umwelt, Schutz des Lebens, Wirtschaft, Arbeitslosigkeit, Kunst und Kultur und bildungspolitischen Fragen. Weiters fungierte er von 1981 bis 1983 als Vorsitzender des Diözesankomitees der Diözese Graz-Seckau zur Vorbereitung des Österreichischen Katholikentages 1983 mit dem Österreichbesuch Papst Johannes Pauls II. Der steirische Beitrag dazu lag in der Vorbereitung der Tagung „Kultur und Glaube“.
Von 1976 bis 1983 war Wilhelm auch Hörfunkkonsulent, von 1979 bis 2006 Vorsitzender des Zentrums für Öffentlichkeitsarbeit der Diözese Graz-Seckau und von 1999 bis 2006 Vorsitzender des Beirates des Amtes für Öffentlichkeitsarbeit der Diözese Graz-Seckau.
Mit 1. Jänner 1987 wurde Josef Wilhelm als Nachfolger von Rudolf Kellermayr zum Direktor des Akademischen Gymnasiums in Graz bestellt und übte diese Funktion bis November 2010 aus. In seine 24-jährige Amtszeit fiel unter anderem die Renovierung und der Umbau des Schulgebäudes am Tummelplatz in den Jahren 1988 bis 1990, die laufende bauliche Adaptierung in den darauf folgenden Jahren und besonders die Neupositionierung der schulischen Ausrichtung in der Verbindung von Bildung in klassisch-humanistischer Tradition und den dem 21. Jahrhundert gerecht werdenden Anforderungen der Allgemeinbildung. Beispiele dafür waren die Einführung des Kurssystems anstatt der Wahlpflichtgegenstände in der Oberstufe, der Schwerpunkt „Förderung von Begabungen und Interessen“, das Projekt „SPARKLING SCIENCE“ und anderes mehr. Sein Ziel stellte er unter das Motto: „Das Akademische. Die Schule mit Kopf, Herz und Hand“.
Das von Josef Wilhelm gemeinsam mit seinem Freund und Kollegen Hartmut Urban entwickelte und von diesem grafisch gestaltete Schul-Logo des Akademischen Gymnasiums Graz „Die Eule auf der Säule“ (siehe Bild rechts unten: „Josef Wilhelm mit Blick auf das Schul-Logo“) zeigt eine dorische Säule als Symbol für die ursprünglich klassische Ausrichtung der Schule, desgleichen die Eule als Symbol der Weisheit (aus der griechischen Mythologie), und das alles in leichter Schieflage, die man auf verschiedene Weise deuten könnte.
Josef Wilhelm leitete „seine“ Schule immer unkonventionell und mit Herz, was sich z. B. in der Tatsache äußerte, dass er alle 600 Schüler mit Namen kannte und jedem zu seinem Geburtstag persönlich ein kleines Präsent überreichte. Auch die Förderung eines positiven Arbeitsklimas unter den Schülern, im Lehrerkollegium und ein ebenso ausgerichteter Kontakt zu den Eltern kennzeichnete seine Tätigkeit.
Neben seiner Tätigkeit als Direktor war Josef Wilhelm von 2000 bis 2006 Präsident der Katholischen Aktion in der Steiermark und von 2001 bis 2006 Mitglied des Präsidiums der Katholischen Aktion Österreichs. Weiters übte er von 2000 bis 2011 die Funktion des Bezirksleiters des Jugendrotkreuzes für die Grazer AHS aus. Seit 2007 ist er Mitglied des Vorstandes des Vereins zur Förderung der Katholischen Hochschulgemeinde Graz (von 2007 bis 2013 und von 2019 bis 2022 als dessen Vorsitzender) und seit 2008 Vorstandsvorsitzender des „Friedensbüro Graz“. Diese Funktion wird im Herbst 2020 enden. Bis 2018 war er Mitglied des Menschenrechtsbeirates der Stadt Graz (seither Ehrenmitglied) und von 2010 bis Ende 2019 Vorsitzender des Kuratoriums der Katholischen Hochschulgemeinde Graz.
Seit 1982 arbeitet Josef Wilhelm ehrenamtlich in der Pfarre St. Johann am Graben in Graz in verschiedenen Funktionen mit (Vorsitzender des Pfarrgemeinderates und des Kindergartenausschusses, derzeit Kommunionspender).
Sein langjähriger Kollege und Freund, der bekannte Schriftsteller, Lyriker und Philosoph Alfred Kolleritsch, formulierte über ihn so:

„Das Katholische lebtest und lebst Du nicht als Enge, immer warst Du am Begegnungsrand zu anderen. Ich fand es bemerkenswert, dass es Dir gelang, den Glauben als moderner Mensch, als ethischen Auftrag zu leben, ihn zu verbinden mit der Sinnlichkeit unseres Dasein, als Quelle der Freude. Es war eine sehr weise Überlegung, Dich für den Direktorsposten des Akademischen zu nennen, in die Auswahl für dieses Amt zu schicken. Für manche war das überraschend, doch sehr bald bildete sich im Lehrkörper die Überzeugung, dass Du der richtige Mann bist, pädagogisch fest und unverbraucht, außerschulisch mitgeprägt. Es war eine heikle Sache in eine Tradition einzusteigen, in der das Alte nach alten Definitionen des Humanistischen in vielen Köpfen das Maß war, das allerdings dein Vorgänger schon verdienstvoll korrigiert hatte. Es hat nicht lange gedauert, und Du hattest dein Konzept durchgesetzt. Als Direktor bliebst Du unerschrocken Du selbst, und das machte es Dir leicht, Deinen ehemaligen, nein Deinen Kollegen, vorzustehen. Du bist mit keinen großen Worten, wadelvorrichtend ans Werk gegangen. Du hast Angst abgebaut und im Sinne meines Hausphilosophen Heidegger das Seinlassen als Sicheinlassen auf etwas geübt. Manche, die sich darauf spezialisiert haben, das Gras wachsen zu hören, meinten, Deine Schule sei in eine Krise geraten, sie übersahen, dass diese Krise allgemein war, dass ein humanistisches Gymnasium nicht mehr eine Insel zeitloser Bildung sein kann. Lebende Fremdsprachen und die zu toten Sprachen gemachten toten Sprachen prallten aufeinander. Mit viel Feingefühl hast Du ausgleichend gewirkt und zum Vorteil der Schule die Wider-Sprüche aufgezeigt und damit zur Bewältigung freigegeben. So sind Dir engagierte Lehrer zugewachsen, die die Routiniers des bloßen Unterrichtens allmählich vor eine Entscheidung stellen.“

„Die Verjüngung des Lehrkörpers ermöglichte es ihm, im Umgang väterlicher zu werden. Das hat seinen Lehrkörper kompakter werden lassen, positiv familiärer. Er lässt seine Lehrer sein, aber in der Weise, dass er sich auf sie einlässt, in seiner Toleranz aber nicht von seinem Standpunkt abrückt. Seine menschlichste Seite zeigt er, wenn es um das Schulschicksal eines Schülers geht. Nichts Oberlehrerhaftes spielt da eine Rolle – er ist unter seinen Schülern nicht abgehoben respektproduzierend wie andere. Die wir kennen oder gekannt haben. Er leidet nicht, wenn das Phantom der PISA-Studie als kalkuliertes Vorwissen in die Schule eindringt. Das Wissensniveau ist nicht sein einziger Maßstab, mit dem er sich messen lässt. Wenn seine Lehrer mit ihm in seiner Tiroler Heimat sind, spürt man das vertraute Beisammensein ohne Verbrüderung und Nivellierung. Er ist auch ein gestärkter Familienmensch, kochend mitunter, besorgter Vater. Mit seinen die Heimatgrenzen transzendierenden Kindern lebt er in einem globalen Niveau. Mitunter warne ich ihn, nicht zu viel über seine Nachfolge in der Schule nachzudenken. Er hat genug Spuren hinterlassen, die keiner so schnell verwischen kann.“

Josef Wilhelm war und ist nach wie vor ein sehr kommunikativer Mensch, der mit sehr vielen Menschen auf traditionellem Weg gute Kontakte hat und hält. Darüber hinaus zeigt er sich allerdings auch gegenüber neuen, zusätzlichen Kommunikationsformen offen, ist ein sicherer Nutzer der neuen Technologien und pflegt seit Jahren hunderte Facebook-Kontakte, dies natürlich vor allem zu seinen ehemaligen Schülern. Über diese Tatsache wurde sogar in den steirischen Medien berichtet.
Als er mit 30. November 2010 nach 24 Jahren aus dem Amt des Direktors schied, verabschiedete er sich von „seinen“ Schülern mit 600 Bildkarten von Schutzengeln (Bilder von Marc Chagall) und darauf handschriftlich formulierten, persönlichen Abschiedswünschen.
Josef Wilhelms Nachfolge in der Leitung des Akademischen Gymnasiums Graz übernahm am 1. Dezember 2010 Hildegard Kribitz, die erste Direktorin in der Geschichte der Schule.
Auf die Initiative des Kunst- und Literaturbegeisterten gehen der diözesane Kunst- und Filmpreis zurück. Der damalige steirische Generalvikar Heinrich Schnuderl betonte in seiner Laudatio zur Verleihung des Gregorius-Ritterordens an Josef Wilhelm am 8. Juli 2011, dieser sei „als Katholik und Religionslehrer immer ein glaubwürdiger Anwalt der Kirche“ gewesen.
Seit 2. Dezember 2017 war Josef Wilhelm durch den Diözesanbischof der Diözese Innsbruck Hermann Glettler für die Dauer von fünf Jahren als dessen Vertreter zum Mitglied des Hochschulrates der Kirchlichen Pädagogischen Hochschule – Edith Stein bestellt.

## Ehrungen und Auszeichnungen
- 2007: Großes Ehrenzeichen des Landes Steiermark
- 2011: Ritter (Cavaliere) des Päpstlichen Gregorius-Ritterordens („De Ordine Equestre Pontificio di San Gregorio Magno Classis Civilis“), eine der höchsten Auszeichnungen, die der Papst an Laien verleiht[22]
- 2019: Ehrenmitglied des Menschenrechtsbeirates der Stadt Graz
- 2022: Bürger der Stadt Graz[23][24]